# زغبورة خفية الأبواغ
زغبورة خفية الأبواغ (الاسم العلمي:Stigmella gymnosporiae) هي نوع من الحشرات تتبع جنس الزغبورة من فصيلة السليلات.